# Jan Nepomuk Eiselt
Jan Nepomuk Eiselt (24. května 1805, Praha – 7. ledna 1868, Hradec Králové, rodným jménem německy Johann Nepomuk Eiselt) byl český lékař, průkopník lékařské prevence a hygieny.

## Život
Narodil se do rodiny státního úředníka. Nejprve absolvoval filozofickou fakultu a následně se rozhodl pro studium medicíny na pražské lékařské fakultě. Promoval roku 1829 s obhajobou disertační práce Historia rupturae uteri… Již v roce 1830 si rozšířil aprobaci titulem magistra porodnictví.

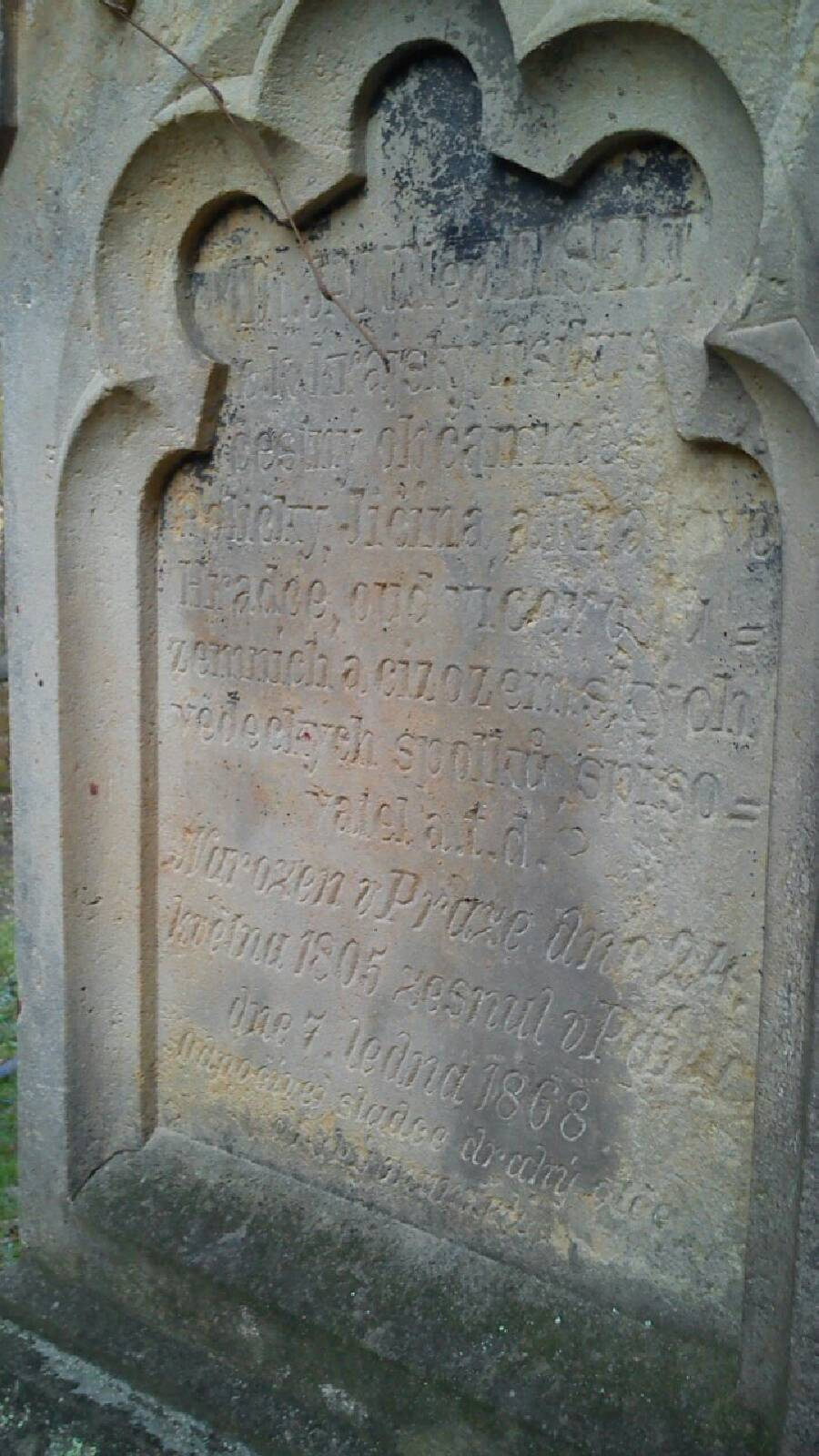
Náhrobek na hřbitově Zámeček

Od téhož roku, v letech 1830–1836, zastával funkci městského fysika, tedy tehdejšího hygienika, v Poličce. Oženil se s dcerou místního německého kupce Lamače Kateřinou a ve městě se usadil. Hned po roce se jim narodil syn Bohumil. Byl rakouským patriotem s porozuměním pro sociálně-zdravotní problematiku. V Poličce mj. inicioval založení malé nemocnice s šesti lůžky určené především pro nejchudší obyvatele. Po požáru města 1845 o ní na svůj náklad vydal publikaci ve prospěch pohořelých).
Již během studií se zajímal o historii a statistiku, což spojoval se svou lékařskou erudicí. Uznání jeho erudice bylo potvrzeno jeho povýšením na tzv. krajského fyzika, což byla pozice nejvyššího zdravotnického pracovníka v krajích. Tuto prestižní funkci postupně zastával ve třech krajích: 1836–42 v Táboře, 1842–55 v Jičíně a 1855–68 (do smrti) v Hradci Králové.
V Táboře veškerý svůj volný čas věnoval ochotnickému divadlu a zasloužil se o vznik táborského městského divadla, když v letech 1840–1841 byla spodní část městské sýpky přeměněna na divadelní sál. 
V době působení v Hradci Králové zpracoval dějiny města, v nichž podstatnou část věnoval historii místních literárních spolků.
V roce 1857 dostal pochvalu od císaře. V Hradci Králové se v roce 1861 stal čestným občanem města. Je také čestným občanem měst Polička a Jičín, tedy dalších měst, v nichž působil. 
Odborně se zajímal i o i botaniku a entomologii. Studia a sběry materiálu prováděl ve východních Čechách: v Krkonoších, na Královéhradecku a zejména na Poličsku. Od roku 1851 byl členem pražského přírodovědeckého spolku Lotos, na stránkách stejnojmenného spolkového časopisu také publikoval. Psal německy, časopisecké články uveřejňoval v Beiträge zur gesamten Natur- und Heilwissenschaft (od 1841 přejmenované na Neue Beiträge zur Medizin und Chirurgie). Zabýval se také lékařskými topografiemi, některé práce věnoval lázním. Tam, kde působil, se aktivně zapojoval do společenského života. O české národní hnutí se začal více zajímat až v době, kdy žil v Hradci Králové. Stal se členem několika přírodovědných spolků v Německu.
Je autorem historických spisů. Byl pohřben v Hradci Králové na hřbitově Zámeček v Třebši.

## Rodina
Jeho syn Bohumil Eiselt (1831–1908) byl předním lékařem a stejně jako vnuk Rudolf Richard Eiselt (1881–1950) byl profesorem vnitřního lékařství Univerzity Karlovy v Praze.